# Chitré Challenger 2014
Il Chitré Challenger 2014, noto anche come Visit Panamá Cup de Chitré, è stato un torneo di tennis facente parte della categoria ATP Challenger Tour nell'ambito dell'ATP Challenger Tour 2014. È stata l'unica edizione del torneo, si è giocato a Chitré a Panama dal 27 gennaio al 2 febbraio 2014 su campi in cemento e aveva un montepremi di 40 000 $+H.

## Partecipanti singolare

### Teste di serie
| Nazionalità   | Giocatore       | Ranking* | Testa di serie |
| ------------- | --------------- | -------- | -------------- |
| Colombia      | Alejandro Falla | 87       | 1              |
| Italia        | Paolo Lorenzi   | 115      | 2              |
| Stati Uniti   | Wayne Odesnik   | 139      | 3              |
| Tunisia       | Malek Jaziri    | 168      | 4              |
| Taipei cinese | Jimmy Wang      | 173      | 5              |
| Austria       | Gerald Melzer   | 201      | 6              |
| Brasile       | André Ghem      | 225      | 7              |
| Giappone      | Tarō Daniel     | 238      | 8              |

- Ranking al 13 gennaio 2014.

### Altri partecipanti
Giocatori che hanno ricevuto una wild card:
- Luis Fernando García
- Dylan Centella
- José Carlos Peralta

Giocatori che sono passati dalle qualificazioni:
- Dennis Novikov
- Henrique Cunha
- Marcelo Demoliner
- Jared Donaldson

Giocatori che hanno ricevuto un entry con un protected ranking:
- Daniel Kosakowski

## Vincitori

### Singolare
Wayne Odesnik ha battuto in finale  Wang Yeu-tzuoo con il punteggio di 5–7, 6–4, 6–4

### Doppio
Kevin King /  Juan Carlos Spir hanno battuto in finale  Alex Llompart /  Mateo Nicolas Martinez con il punteggio di 7–6(5), 6–4